# Carnivàle
Carnivàle este un serial de televiziune american, a cărui acțiune se desfășoară în Statele Unite ale Americii în timpul marii crize economice. Povestea prezintă lupta dintre bine și rău, precum și conflictul dintre liberul arbitru și destinul fiecărui individ. În serial se regăsesc elemente ale religiei creștine, combinate deseori cu gnosticism. Filmările s-au desfășurat în Santa Clarita, California și în alte locuri din sudul Californiei.
Carnivàle a fost produs de rețeaua americană HBO și a fost difuzat timp de două sezoane, între 14 septembrie 2003 și 27 martie 2005. Serialul a fost creat de Daniel Knauf, care a fost și producător executiv alături de Ronald D. Moore și Howard Klein. Coloana sonoră a fost asigurată de Jeff Beal. Nick Stahl a jucat rolul personajului principal, Ben Hawkins, iar Clancy Brown l-a interpretat pe pastorul Justin Crowe.
Din cauza ratingurilor scăzute din timpul celui de-al doilea sezon, Carnivàle a fost anulat, după numai 24 de episoade, deși inițial fusese gândit să se desfășoare pe durata a șase sezoane. În anul 2004 a câștigat patru premii Emmy și a obținut numeroase nominalizări și premii la alte festivaluri de televiziune, între 2004 și 2006.

## Sinopsis
Carnivàle urmărește un carnaval nomad, în călătoria sa prin Dust Bowl, având în centrul atenției un fugar de 18 ani cu puteri nebănuite.
Cele 24 de episoade ale serialului de ficțiune se petrec într-un timp în care omenirea e stăpânită de neliniște, în timp ce răul se ridică peste întregul pământ și marea criză economică și socială își pune o amprentă dură asupra Americii.
După moartea mamei sale, Ben Hawkins (Nick Stahl), care a fugit dintr-o bandă și este urmărit pentru crimă, este găsit și luat de un carnaval pelegrin condus de un impresar misterios și necunoscut, numit „Managementul”, fiind înconjurat de monștri și proscriși. Însăși componența trupei este mistică — piticul, doamna cu barbă, gemenele siameze și femeia care a fost ani de zile în comă, toți aceștia sunt printre membrii ei. Hawkins începe să-și descopere încet-încet propriile puteri supranaturale — puteri care au urmări neprevăzute și poate chiar mortale.
Se întâmplă minuni. Puterile magice ale lui Ben Hawkins scot la iveală răul din oamenii mârșavi și ridică puterea binelui: vindecă piciorul infirm al unei fetițe, însănătoșește un bolnav la pat și face multe alte minuni care dovedesc puterea binelui. În același timp și răul este prezent.
Evenimente paralele se petrec în Mintern, California, unde fratele Justin Crowe (Clancy Brown), un pastor metodist de orășel, este chinuit de viziuni și vise apocaliptice. Și el are puteri îndelung reprimate.
Amândoi, Ben și fratele Justin, se găsesc smulși din viețile lor pentru a realiza că această lume pe care ei credeau că o cunosc — această realitate fragilă și prozaică, împărtășită de către omenire — este de fapt o tablă de șah ce reprezintă câmpul de bătălie pentru străvechiul conflict între lumină și întuneric, iar ei sunt jucătorii cheie în această luptă.